# SuRie
SuRie, polgári neve Susanna Marie Cork, (Harlow, 1989. február 18. –) angol énekesnő. Ő képviseli az Egyesült Királyságot a 2018-as Eurovíziós Dalfesztiválon, Lisszabonban, a Strom című dallal.

## Élete
SuRie háttérénekesként Belgiumot képviselte a 2015-ös Eurovíziós Dalfesztiválon és a 2017-es Eurovíziós Dalfesztiválon.

## Diszkográfia

### Nagylemezek
- 2016 - Something Beginning With...
- 2017 - SuRie

### Kislemezek
- 2017 - Lover, You Should've Come Over
- 2018 - Storm